# Шреер, Вернер
Вернер Шреер (нем. Werner Schröer; 12 февраля 1918, Мюльхайм-ан-дер-Рур, Рейнская провинция — 10 февраля 1985, Оттобрунн, Бавария) — немецкий военный летчик-ас во времена Третьего Рейха, в течение Второй мировой войны совершил 197 боевых вылетов, в ходе которых одержал 114 побед в воздушных боях. Майор (1944) Люфтваффе. Один из 160 кавалеров Рыцарского креста с дубовыми листьями и мечами (1944).

## Биография
Родился 12 февраля 1918 года в городе Мюльхайм-ан-дер-Рур, в 10 км восточнее Франкфурта-на-Майне.
В 1937 году вступил в люфтваффе, первоначально служил в наземном персонале. Позднее был направлен в авиашколу, и после окончания летной подготовки 27 августа 1940 года прибыл в эскадрилью 1./JG27. Принял участие в битве за Англию, но успеха не добился.
Первую победу лейтенант Шреер одержал уже в ходе боёв над Северной Африкой, сбив 19 апреля 1941 года западнее города Тобрук, Ливия, британский «Харрикейн». В том же бою его Bf.109E W.Nr.3790 получил 48 попаданий, но пилот смог дотянуть до аэродрома и совершить вынужденную посадку «на живот». Через день — 21 апреля — в районе аэродрома Эйн-эль-Газала в бою с «Харрикейнами» из 73 Sqdn. RAF его Bf-190E W.Nr.4170 был сбит. Шреер получил легкое ранение и снова сел «на живот».
21 августа он одержал пятую победу, а 14 сентября — седьмую. Следующего успеха Шреер добился только 30 мая 1942 года, сбив Р-40.
В марте 1942 года был назначен адъютантом группы I./JG27. 15 июня он сбил два Р-40, а 23 июня — ещё три, и его счет достиг 15-ти побед.
1 июля 1942 года Шреер был назначен командиром эскадрильи 8./JG27. В течение июля, в ходе боев в районе Эль-Аламейна, он сбил 16 истребителей: десять Р-40, пять «Харрикейнов» и один «Спитфайр», при этом 13 и 16 июля он в одном бою одерживал по три победы. 9 сентября его наградили Немецким крестом в золоте.
15 сентября в ходе двух вылетов в район Эль-Аламейна Шреер сбил ещё пять Р-40 и «Спитфайр», достигнув рубежа в 40 побед. 20 октября он одержал 49-ю победу и в тот же день получил Рыцарский крест.
Вскоре после полудня 4 ноября обер-лейтенант Шреер в районе Соллум — Бенгази атаковал и сбил В-24. Это была его 60-я победа, а всего в Северной Африке он одержал 61 победу.
20 апреля 1943 года гауптман Шреер возглавил группу II./JG27. В ходе боев над Сицилией и Южной Италией с 29 апреля по 23 июля он сбил ещё 22 самолета, в том числе семь В-17, пять В-24 и пять Р-38, счёт его побед достиг 85 и 2 августа он был награждён Рыцарским крестом с Дубовыми листьями (Nr.268).
В том же месяце его группу перебросили в Германию и включили в состав ПВО Рейха. До 3 марта 1944 года он сбил ещё десять В-17, один В-24 и три Р-38. 13 марта 1944 года майор Шреер назначен командиром группы III./JG54. 24 мая он сбил два В-17 и Р-51, преодолев рубеж в 100 побед.
21 июля его направили инструктором в истребительную авиашколу.
14 февраля 1945 года Шреер возглавил эскадру JG3, действовавшую на Восточном фронте. Продолжив боевые вылеты, он в течение 11 марта — 26 апреля сбил три Як-3, три Ла-5, два Пе-2, две «Аэрокобры», Ил-2 и Як-9. 19 апреля он после 110-ти побед получил Рыцарский крест с мечами (Nr.144). Всего он совершил 197 боевых вылетов и одержал 114 побед.